# DCOP
DCOP o Desktop COmmunication Protocol (protocol de comunicació d'escriptori) és un sistema de comunicació lleuger entre processos i components de programari. La finalitat principal d'aquest sistema és permetre l'interoperació d'aplicacions i comprartir les tasques complexes entre aquestes. Essencialment, DCOP és un sistema de control remot que permet a una aplicació o script demanar ajuda a altres aplicacions.

## Utilitat
L'ús de DCOP afegeix noves capacitats molt extenses sense la necessitat d'escriure aplicacions completament noves, com podria ser un altre cas. Les aplicacions KDE i les llibreries d'aquest mateix entorn d'escriptori fan un ús intensiu d'aquest sistema (en endavant s'usarà D-BUS) i la majoria d'aplicacions KDE es poden controlar mitjançant scripts a través del mateix protocol.
En sistemes KDE moderns, cada aplicació suporta un conjunt bàsic d'interfícies DCOP, fins i tot si el programador de l'aplicació no ha escrit de manera explícita aquest suport. Per exemple, cada aplicació suporta automàticament l'ordre quit, que en ser cridada tanca l'aplicació.
Hi ha una eina de terminal anomenada dcop (vegeu que és amb minúscules) que es pot usar per contactar amb les aplicacions des de la línia d'ordres. kdcop és una aplicació amb interfície gràfica per explorar les interfícies DCOP d'una aplicació.